# گوستاو دانلس
گوستاو دانلس (انگلیسی: Gustave Danneels; ۶ سپتامبر ۱۹۱۳ – ۱۳ آوریل ۱۹۷۶) دوچرخه‌سوار اهل بلژیک بود.
وی در مسابقات کشوری و بین‌المللی در مجموع برندهٔ ۲ مدال برنز شده‌است.